# Pico do Frade
22° 12′ 37,7676″ S, 42° 04′ 39,648″ O
O Pico do Frade é o ponto mais alto do município de Macaé, no estado do Rio de Janeiro. Tem 1.429 m de altitude[carece de fontes?]. Fica próximo ao limite com o município de Trajano de Morais.
Pode ser visto de vários pontos da cidade, dos distritos, da BR-101 e até mesmo em municípios vizinhos.